# Jack Katz
Pour les articles homonymes, voir Katz.
Jack Katz, né le 27 septembre 1927 à Brooklyn et mort le 24 avril 2025 à Walnut Creek (Californie), est un auteur de bande dessinée et illustrateur américain surtout connu pour sa série de science-fiction The First Kingdom (1973-1986), une série de 24 numéros qu'il a commencée à l'époque du Comics underground.

## Biographie
Né dans le borough new-yorkais de Brooklyn en 1927, Jack Katz étudie le dessin à la School of Industrial Art (en) où il se lie d'amitié avec ses futurs collègues Alex Toth et Pete Morisi. Il commence à travailler pour l'industrie du comic book en 1943, et celle du comic strip en 1946. Son sens du détail le conduisant à être trop lent pour bien gagner sa vie dans ce milieu, il décide en 1955 de se consacrer à la peinture et l'enseignement du dessin.
Jack Katz a commencé à travailler pour Standard Comics et ses éditeurs en 1951, faisant des bandes dessinées d'horreur, des bandes dessinées de guerre et quelques bandes dessinées romantiques jusqu'à ce que la société fasse faillite. De cette période proviennent certaines des premières œuvres qui peuvent être identifiées comme étant les siennes, comme Adventures into Darkness #10 (juin 1953).
Revenu à la bande dessinée en 1969, il profite de son installation en Californie et de sa découverte des comix underground pour lancer en 1973 sa propre série sans contrôle éditorial, la saga de science-fiction The First Kingdom, dont les 24 épisodes sont publiés jusqu'en 1986. Malgré un certain succès critique, la série connaît un succès public limité, et à son achèvement, Katz se remet à l'enseignement. En 2009, il publie une nouvelle bande dessinée, Legacy. Il travaille en 2015 sur son projet Beyond the Boyond.
En 1988, Jack Katz revient à la peinture à l'huile, et réalise de nombreuses œuvres entre 1988 et 2003. Pendant cette période, Jack Katz enseigne également l'art en Californie du Nord. Après 2003, Jack Katz arrête de peindre pour se consacrer au dessin, et à la création de bandes dessinées.
En septembre 2021, Sharpy Publishing, la maison d'édition de Liam Sharp, a publié The Unseen Jack Katz, un recueil d'œuvres inédites des années 1970 et 1980. Financé dans le cadre d'un projet Kickstarter, le livre contenait diverses histoires et bandes dessinées inachevées de Katz.
En mars 2025, la collection de bandes dessinées originales et d'objets personnels de Katz a été offerte à l'Université Rice par son ex-femme, Caroline Gold.
Jack Katz meurt le 24 avril 2025 à l'âge de 97 ans, à Walnut Creek (Californie).

## Prix et récompenses
- 1982 : Prix Inkpot
- 2023 : inscrit au temple de la renommée Will Eisner, pour l'ensemble de son œuvre[4]